# Jean Claude Ades
Jean Claude Ades, noto anche con lo pseudonimo di J.C.A., anche noto come Krystal K, (1972), è un disc jockey e produttore discografico italiano naturalizzato tedesco, di origini francesi, ma residente a Monaco di Baviera, in Germania.
Risale al 2002 il suo popolare singolo (specie nel mondo delle discoteche) I Begin to Wonder, con cui partecipa al Festivalbar 2002 e che viene inclusa anche nella compilation della manifestazione di quell'anno. 
Nel 2003 ne viene eseguita una cover da Dannii Minogue.
Nel 2008 J.C.A. riacquisisce visibilità grazie al forte successo nei club di Shingaling, pezzo realizzato in collaborazione con Vincent Thomas che fonde musica elettronica e cubana e per aver riproposto per l'ennesima volta I begin to wonder.
Negli ultimi mesi del 2009 pubblica, assieme a Lenny Fontana e con la voce della cantante Newyorkese Tyra Juliette, il singolo Nite Time.